# Desmanthus insularis
Desmanthus insularis là một loài thực vật có hoa trong họ Đậu. Loài này được (Britton & Rose) León miêu tả khoa học đầu tiên năm 1950.